# Genshō Hōzumi

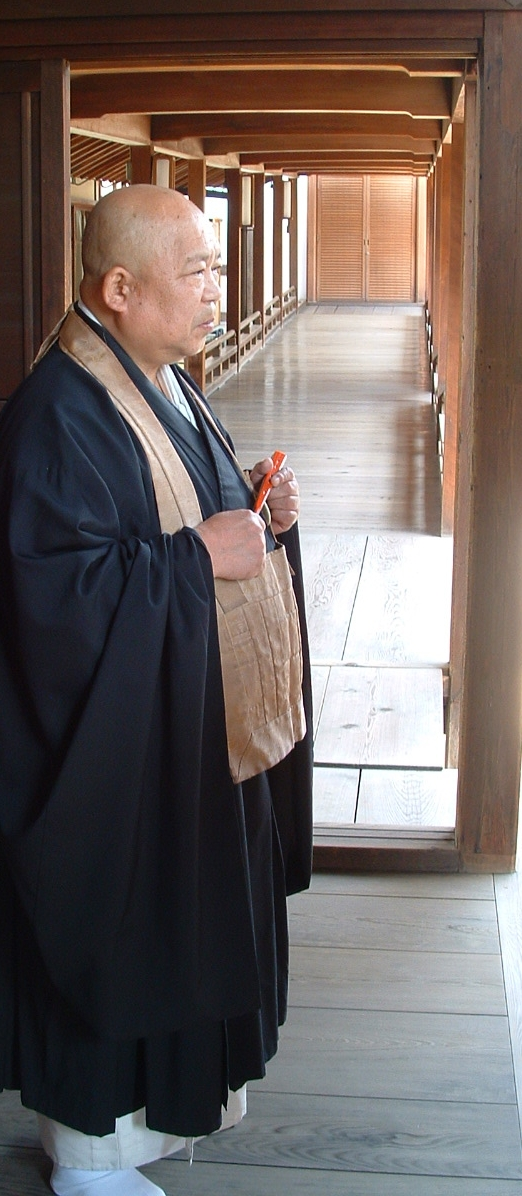
Genshō Hōzumi

Genshō Hōzumi (jap. 宝積 玄承, Hōzumi Genshō; * 1937 in Hitoyoshi, Präfektur Kumamoto) ist ein japanischer Zen-Meister und Dozent.

## Leben
Nach dem frühen Tod seines Vaters kam Hōzumi schon im Alter von sieben Jahren in den Toko-ji, den Zen-Tempel seines Onkels in Kameoka. Nach Abschluss der Universität trat er in das Zenkloster Shofuku-ji ein und widmete sich unter Yamada Mumon mehr als zwölf Jahre der intensiven Zen-Übung. Er wurde schließlich Dharma-Nachfolger von Yamada Mumon und Ōmori Sōgen. Er leitet den Toko-ji, einen Zweigtempel des Myōshin-ji (Rinzai-shū), und gründete dort das Kyōto Kokusai Zendo (Internationales Zen-Center Kyōto), in dem in- und ausländische Praktizierende mit Praxis und Lehre des Zen vertraut gemacht werden.
Hōzumi lehrt an der Hanazono-Universität in Kyōto.
Seit 1973 ist Hōzumi Rōshi am spirituellen Austausch und interreligiösen Dialog der Weltreligionen beteiligt. Sein besonderes Interesse gilt dem Dialog mit Ordensleuten verschiedener Religionen. Sein Engagement für das friedliche Miteinander der Religionen führt ihn jedes Jahr auf weite Reisen. Er ist Ratsmitglied des japanischen Komitees für die Weltkonferenz der Religionen für den Frieden (WCRP).
Hōzumi ist Autor mehrerer Bücher. In deutscher Sprache ist sein Buch Zenherz erschienen. In regelmäßigen Abständen besucht er Zen-Zentren im Ausland, wie den deutschen Zen-Tempel Bodaisan Shoboji. Hier leitet er auch Sesshin, gibt Teishō (Lehrdarlegungen) und Dokusan (Kōan-Schulung).